# Gongylidioides foratus
Gongylidioides foratus là một loài nhện trong họ Linyphiidae.
Loài này thuộc chi Gongylidioides. Gongylidioides foratus được Ma & Zhu miêu tả năm 1990.